# Disastro di Soma
Il disastro di Soma è un incidente avvenuto all'interno della miniera della città di Soma, in Turchia, il 13 maggio 2014. L'incidente, il maggiore nella storia turca, ha provocato la morte di 301 minatori, per la maggior parte causata dall'avvelenamento da monossido di carbonio.

## Dinamica
Il 13 maggio 2014, circa 800 minatori erano al lavoro quando un incendio scoppiò in uno dei pozzi, espandendosi nelle gallerie. Esso si estese rapidamente e numerosi minatori succombettero velocemente alle fiamme e alle emanazioni tossiche del monossido di carbonio.
Dopo che alla fine tutti i corpi furono estratti dalla miniera il 17 maggio 2014, quattro giorni dopo lo scoppio dell'incendio, il Ministro dell'Energia e delle Risorse Naturali, Taner Yıldız, confermò che il numero dei morti era di 301. La Presidenza della Gestione dei Disastri e dell'Emergenza (AFAD) annunciò i nomi dei 301 minatori che morirono nel disastro minerario e che 486 persone erano sopravvissute.

## Processo
Il 13 aprile 2015 si aprì il processo per la catastrofe a 50 km dal luogo del dramma, nel piccolo tribunale di Akhisar. Trentasette persone furono poste a giudizio.
L'11 luglio 2018, l'anziano PDG Can Gürkan fu condannato a quindici anni di prigione per aver trascurato la sicurezza dei minatori a scopo economico. Il direttore generale, Ramazan Doğru e il direttore tecnico, Ismail Adali, ricevettero delle pene di ventidue anni e sei mesi, mentre il direttore delle operazioni, Akın Çelik e il responsabile tecnico, Ertan Ersoy, furono condannati a diciotto anni e nove mesi di prigione. Can Gürkan è stato liberato nell'aprile 2020 con l'interdizione di uscire dal territorio, grazie a un'amnistia nel quadro della Pandemia di COVID-19.

## Reazioni

### In Turchia
A seguito di tale disastro, la Turchia ha proclamato il lutto nazionale per tre giorni ed il primo ministro Erdoğan ha disdetto una visita di stato in Albania per recarsi sul luogo del disastro.
Il 14 maggio 2014 è stata organizzata una protesta a Istanbul contro il governo, ritenuto responsabile di tale strage. La protesta è sfociata in uno scontro con le forze dell'ordine.

### In ambito internazionale
- – Il presidente della Repubblica dell'Azerbaigian, Ilham Aliyev, ha espresso le condoglianze a nome del suo Paese al popolo turco.[11]
- - Papa Francesco ha pregato per le vittime di tale incidente.[12]